# ソース・グリビッシュ

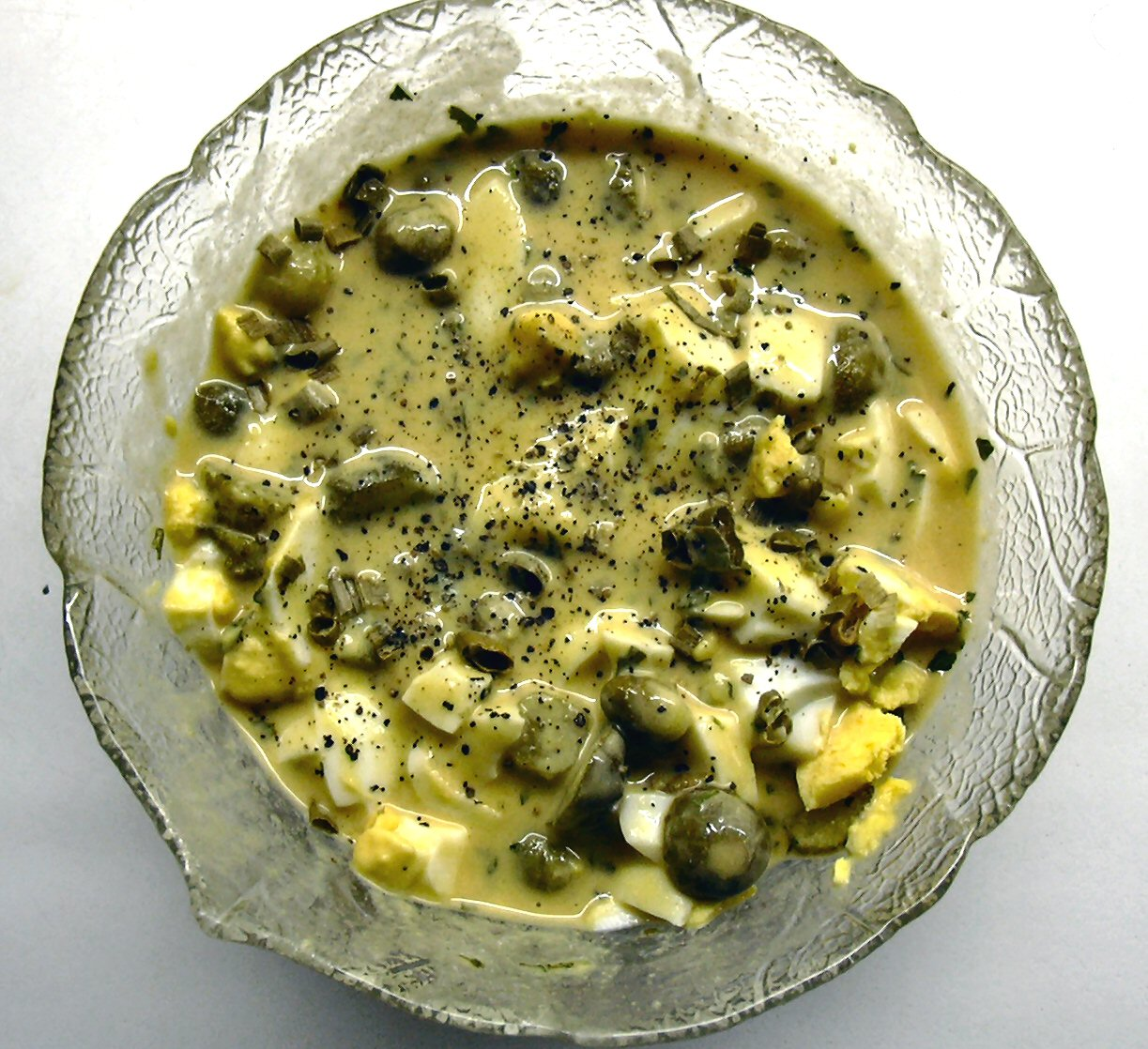
グリビッシュソース

ソース・グリビッシュ（英 Sauce gribiche ）またはグリビッシュソースは、フランス料理で使われるマヨネーズ状の冷たい卵のソースである。

## 調理
固ゆでした卵黄とマスタードをキャノーラ油やグレープシードオイルのような植物油で乳化して作る。刻んだピクルス、ケッパー、パセリ、チャービル (Chervil) 、タラゴンを加えて仕上げる。3ミリ角の細切りにした固ゆで卵の白身を加える場合もある。

ソース・グリビッシュは、生の卵黄と植物油を加え通常のマヨネーズを作り、他の材料と合わせて作ることもできる。他の材料は微塵切りにして最後に加える。この場合、固ゆでの卵黄は裏ごしして、固ゆで卵の白身と同時に加える。この方法は代替の調理法である。

## 使用
ソース・グリビッシュは、茹でた鶏肉、魚（温製または冷製）または子牛の頭肉（テット・ド・ヴォー）に添えられる。